# مارکو روخاس
مارکو روخاس (انگلیسی: Marco Rojas؛ زادهٔ ۵ نوامبر ۱۹۹۱) بازیکن فوتبال اهل نیوزیلند است که در پست هافبک بازی می‌کند.

## باشگاهی
از باشگاه‌هایی که در آن بازی کرده‌است می‌توان به باشگاه فوتبال ولینگتون فونیکس، باشگاه فوتبال اشتوتگارت، باشگاه فوتبال گروتر فورث، باشگاه فوتبال ملبورن ویکتوری، و باشگاه فوتبال تون اشاره کرد.

## تیم ملی
وی همچنین در تیم‌های ملی فوتبال نیوزیلند بازی کرده‌است.